# Tommy Douglas (Musiker)
Thomas „Tommy“ Douglas (* 9. November 1911 in Eskridge, Kansas; † 9. März 1965) war ein US-amerikanischer Jazz-Klarinettist, Saxophonist, Arrangeur und Bandleader. In seiner Territory Band spielte auch Charlie Parker.

## Leben und Wirken
Tommy Douglas studierte zunächst in Topeka, später am Konservatorium in Boston und ging in dieser Zeit mit befreundeten Musikern wie Otto Hardwick, Johnny Hodges und Harry Carney auf Tour; außerdem tourte er mit der Captain Woolmack's Band. Ende der 1920er Jahre spielte er in Kansas City mit Paul Banks und George E. Lee; 1930 bildete er seine erste eigene Band. Später arbeitete er als Begleitmusiker für Jelly Roll Morton, Jap Allen, Clarence Love und kurze Zeit bei Bennie Moten. In seinen späteren Bands ab 1935 spielten unter anderen Charlie Parker und Jo Jones. Dem Parker-Biographen Ross Russell zufolge lernte Charlie Parker viel von Douglas, „er war ein Musiker, der einfach alles spielen konnte; er spielte alle Arten von Saxophonen“. Douglas löste seine Band 1937 auf und trat auch mit George E. Lee, Captain Woolmack's Band und dem Clarence Love Orchestra auf. Bis in die 1970er Jahre hatte Tommy Douglas eigene Formationen, mit denen er meist im Staat Missouri auftrat, abgesehen von einem zweiwöchigen Gastspiel im Duke Ellington Orchestra.